# Gunar Barthel
Gunar Barthel (* 10. Juli 1954 in Karl-Marx-Stadt) ist ein deutscher Galerist. Von 1979 bis 1987 prägte er als künstlerischer Leiter und Sekretär die galerie oben in Karl-Marx-Stadt. Heute leitet er gemeinsam mit Tobias Tetzner die Galerie Barthel+Tetzner mit Sitz in Berlin, die auf nonkonforme Kunst, die während der DDR entstand, spezialisiert ist.

## Leitung der galerie oben 1979 bis 1987
Gunar Barthel wurde 1954 in Karl-Marx-Stadt geboren. Von 1973 bis 1978 studierte er Germanistik und Literaturwissenschaft in Leipzig. Nach dem Studium wurde er im April 1979 im Alter von 24 Jahren als künstlerischer Leiter und Sekretär der „Genossenschaft Bildender Künstler KUNST DER ZEIT galerie oben“ eingestellt, die er schon als Schüler besucht hatte. Seit 1954 wurden in den Räumen Malereien und Grafiken von Mitgliedern der Verkaufsgenossenschaft bildender Künstler des Bezirks verkauft. Künstler wie Michael Morgner und Thomas Ranft, Mitbegründer der Künstlergruppe Clara Mosch, saßen im Vorstand.
Bereits 1977 hatte Gunar Barthel bei einer Veranstaltung während der Internationalen Buchkunst-Ausstellung (IBA) in der Leipziger Moritzbastei den Künstler Carlfriedrich Claus kennengelernt. Ein Jahr später begegnete er Klaus Hähner-Springmühl bei einer Veranstaltung im „Club der Intelligenz“ in Karl-Marx-Stadt. Gunar Barthel öffnete das Profil der galerie oben im Sinne eines Gesamtkunstkonzepts für intermediäre Kunstformen. Durch Performances, Happenings, Kunst- und Musikaktionen, überregionale Ausstellungen, Editionen, Publikationen, Auktionen, Kunstprojekte, Werkstatttage, Pleinairs, Symposien, Künstlerfeste sowie die wöchentlich stattfindenden Mittwochsveranstaltungen (u. a. experimentelle Musik, Avantgardefilme und Theateraktionen) wurde die galerie oben zu einem Forum nonkonformer Kunst in der DDR.
„Was die Avantgarde betrifft, war diese Galerie wahrscheinlich wirklich die wichtigste im Osten“, sagte Barthel gegenüber der Tageszeitung taz im Jahr 2020. „Alles, was mit nonkonformer Kunst zu tun hat, haben wir ausgestellt.“ Darunter waren: Karl-Heinz Adler, Gerhard Altenbourg, Carlfriedrich Claus, die Künstlergruppe Clara Mosch, Lutz Dammbeck, Hartwig Eberbach, Hermann Glöckner, Peter Graf, Eberhard Göschel, Klaus Hähner-Springmühl, Erich-Wolfgang Hartzsch, Michael Morgner, Dagmar Ranft-Schinke, Thomas Ranft, Christine Schlegel, Strawalde (Jürgen Böttcher), Hans-Joachim Schulze, Max Uhlig und Steffen Volmer.
Die Liste der Künstlerinnen und Künstler wurde über die Bezirksgrenzen hinaus erweitert. Erstmals wurden Kataloge mit beigelegter Vorzugsausgabe herausgegeben und das Editions- und Subskriptionsprogramm von Gunar Barthel erheblich ausgeweitet. Mit „beharrlichem Lavieren“ verhinderte er zwei Übernahmeversuche des Staatlichen Kunsthandels: „Da kamen Briefe eben auch einfach mal nicht an“, erklärt er. „Man musste die DDR mit ihren eigenen Waffen schlagen“. Barthel organisierte Auktionen und Ausstellungen, dazu sogenannte „Pleinairs“ in Mecklenburg-Vorpommern und Thüringen, die die Künstlerinnen und Künstler für diverse Experimente nutzten.
Mehrfach wurde Barthel entlassen. Nach Protesten von Seiten der Künstler durfte er bleiben und wurde nach der Vorlage seiner Texte und dank der Fürsprache des Kunsthistorikers Klaus Werner und Werner Schmidt, dem Direktor des Kupferstich-Kabinetts in Dresden, als Kunstwissenschaftler in den Verband Bildender Künstler der DDR aufgenommen.
Unter Pseudonym verfasste Gunar Barthel Kunstkritiken, u. a. für die Wochenzeitung DER SONNTAG. 1987 gab Gunar Barthel den ersten Katalog zu Klaus Hähner-Springmühl heraus, dessen Arbeiten er später auch in Bremen und in Berlin ausstellte.
Über 100 inoffizielle Mitarbeiter (IM) der Stasi hatten ihn und die Aktivitäten der Galerie über die Jahre observiert und machten auch vor seinen Privaträumen nicht Halt: „Er hat eine Schreibmaschine und schreibt sehr viel. B. selbst hat verlauten lassen, dass er viel schreiben muesse ... Aus Anlass von Staatsfeiertagen flaggte er nicht ...“ steht in der Akte vom 27. Dezember 1978.
Die Aktivitäten der galerie oben wurden in den 1980er Jahren zunehmend eingeschränkt oder verboten. 1987 beantragte Gunar Barthel die Ausreise und stellt sich auf jahrelanges Warten ein. Nur wenige Tage später wurde er mit seiner damaligen Frau und seiner Mutter, die beide in der Galerie mitarbeiteten, abgeholt und hinter dem Karl-Marx-Kopf in einen Raum gesperrt. Sie bekamen mitgeteilt, dass sie die DDR noch am selben Abend verlassen müssten oder eingesperrt bleiben würden. Erst auf dem Boden der BRD erfuhr er, dass er als ausgebürgert und somit fortan als politischer Flüchtling galt.

## Neuanfang in Bremen
Verwandte in Bremen nahmen die Familie auf. Seine Arbeit in der galerie oben hatte sich bis in die norddeutsche Kunstszene herumgesprochen. Auch hier leitete Gunar Barthel eine Galerie und war als Kunstberater und -vermittler sowie publizistisch tätig. Von 1987 bis 1989 arbeitet er u. a. am Fotoforum Bremen, an der Kunsthalle Bremen, am Museum für Fotografie und Zeitkunst und in der Remberti-Galerie sowie in der Redaktion der Zeitschrift „worum“ und realisierte zahlreiche Ausstellungen u. a. von Piero Dorazio, Gisèle Freund, Florian Köhler, Helge Leiberg, Günther Uecker und Weegee.
Gunar Barthel konzentrierte sich zudem wieder auf seine Arbeit als Kunstkritiker und schrieb weiterhin Biografien, Pressetexte und Artikel zu Kunst in der DDR, u. a. über Klaus Hähner-Springmühl und Ralf-Rainer Wasse, über die Galerie eigen+art in Leipzig, über Andreas Feininger, Giselle Freund, Franz Radziwill, Thomas Niggl, Florian Köhler, Helge Leiberg, Piero Dorazio, Günther Uecker und die Gruppe ZEN 49. Er arbeitete an der Publikation „Stationen eines Weges: Dokumentation zu Kunst und Kunstpolitik der DDR 1945-1988“. Noch nach seiner Ausreise bzw. Ausbürgerung erschien 1988 ein unter seinem Namen noch in der DDR verfasster Text zu Carlfriedrich Claus, der im Katalog der X. Kunstausstellung der DDR  abgedruckt wurde.

## Galeriegründung in Berlin 1989
Am 22. Oktober 1989, drei Wochen vor Öffnung der Berliner Mauer, eröffnet Gunar Barthel seine erste eigene Galerie im Westberliner Stadtteil Charlottenburg mit einer Retrospektive der Künstlergruppe KOLLEKTIV HERZOGSTRASSE aus München. Als Ausgebürgerter durfte er erstmals Weihnachten 1989 wieder den Boden der DDR betreten. In Karl-Marx-Stadt verabredete er mit den Künstlerinnen und Künstlern vor Ort eine Zusammenarbeit auf dem westlichen Kunstmarkt. Bereits zu Beginn des Jahres 1990 organisierte er erste Ausstellungen von Künstlerinnen und Künstlern aus der BRD in der noch bestehenden DDR und vertrat diese fortan direkt auch auf den internationalen Kunstmessen, darunter Hans-Matthäus Bachmayer, Heiko Herrmann, Heimrad Prem, Helmut Rieger, ranebach (Renate Bachmayer), Helmut Sturm, HP Zimmer, Thomas Niggl sowie die Gruppen SPUR, WIR, GEFLECHT und das KOLLEKTIV HERZOGSTRASSE.
Seit 1990 organisierten die Galerie Gunar Barthel und die galerie oben GmbH gemeinsam über 500 Ausstellungen in den Galerien in Berlin, Köln und Chemnitz und waren auf internationalen Kunstmessen wie der Art Cologne, der Art Basel und der ARCO Madrid präsent. 1990 zog seine Mutter Renate Barthel von Bremen nach Berlin und assistierte ihm fortan – wie schon in Karl-Marx-Stadt in der galerie oben. Seit 1990 ist Gunar Barthel Herausgeber zahlreicher Monografien und thematischer Kataloge, arbeitet an von Museen, Kunstvereinen und Verlagen herausgegebenen Publikationen mit und baut ein druckgrafisches Editionsprogramm auf.
Vom 15. November 1991 bis zum 11. Januar 1992 zeigte die Kölner Galerie TransArt Exhibitions die von Gunar Barthel und Tobias Tetzner kuratierte Ausstellung „Blickwechsel – 13 Künstler aus Sachsen“ u. a. mit Carlfriedrich Claus, Klaus Hähner-Springmühl und Thomas Ranft. Um mehr Aufmerksamkeit für die nonkonformen Künstlerinnen und Künstler der DDR zu erreichen, erfolgte 1992 die Gründung der Zweigstelle der Galerie Barthel+Tetzner GbR im Galerienhaus in der St.-Apern-Straße in Köln. Anlässlich der Eröffnungsausstellung „Schnittpunkte Köln“ gab es eine Musikperformance von Klaus Hähner-Springmühl und Erich-Wolfgang Hartzsch. Ab 1994 wurde das Galerieprogramm bis 2005 von Stefan Röpke weitergeführt.
Vom 13. November 1992 bis zum 16. Januar 1993 fand im Atelier von Thomas Ranft das „Annäherung – Projekt Trübsbachberg“ statt. Es entstanden 15 Gemeinschaftsarbeiten von Künstlerinnen und Künstlern aus Chemnitz und München, die zusammengesetzt einen Bildteppich ergeben. Vertreten waren u. a. Dagmar Ranft-Schinke, Michael Morgner, Klaus Hähner-Springmühl, Helmut Sturm, Thomas Ranft, Heiko Herrmann und Steffen Volmer.
1993 entsteht in einer Woche der „Aurora-Experimentalraum“ von Carlfriedrich Claus in der Kölner Galerie. In einem Gespräch mit Gunar Barthel und Tobias Tetzner erläuterte Claus seine Arbeitsweise und insbesondere sein zentrales Anliegen, unter Berufung auf Walter Benjamins „Kunstwerk im Zeitalter seiner technischen Reproduzierbarkeit“, Basisarbeiten mittels Vergrößerung in eine neue Wahrnehmungsdimension zu heben. Eine Projektmappe dokumentiert die Arbeit. Es folgten Ausstellungen des „Aurora-Experimentalraums“ in der Kunsthalle Rostock, im Kunstverein Detmold und eine Sonderschau auf dem Kunstmarkt Dresden. Maßgeblich wirkte die Galerie Barthel+Tetzner daran mit, dass der „Aurora-Experimentalraum“ von Carlfriedrich Claus heute im Reichstagsgebäude hängt.
Zu den wichtigsten internationalen Einzelausstellungen der von ihm vertreten Künstler in Zusammenarbeit mit dem ifa, dem Institut für Auslandsbeziehungen, gehört die Retrospektive von Michael-Morgner-Retrospektive in verschiedenen Hauptstädten, u. a. in Moskau und Mexiko-Stadt.
Neben Anna-Maria Ehrmann-Schindlbeck zeichneten Gunar Barthel und Tobias Tetzner für die Gruppenausstellung „Souveräne Wege 1949 bis 1989“ mit umfangreichem Katalog mit Gerhard Altenbourg, Carlfriedrich Claus, Hermann Glöckner, Eberhard Göschel, Max Uhlig und Michael Morgner in Jena verantwortlich (gezeigt in der Galerie der Jenoptik, Jena, im Kunstverein Erfurt, in der ZDF-Meistermann-Halle in Mainz und in der Kunsthalle Darmstadt sowie in der galerie oben in Chemnitz und der „Galerie Gunar Barthel“ in Berlin).
Im Jahr 2000 erfolgte die Umbenennung der Galerie „Gunar Barthel GmbH“ in „Galerie Barthel+Tetzner GmbH“. 1986 war Tobias Tetzner von Gunar Barthel in der galerie oben angestellt worden und hatte 1990 deren Leitung übernommen.

## Gründung Archiv- und Dokumentationszentrum
Im Jahr 2006 wurde die Direktvertretung der Künstler beendet und es erfolgte die Neuausrichtung der Galerie als Ausstellungs-, Archiv- und Dokumentationszentrum  für nonkonforme Kunst aus der DDR. Gunar Barthel ist u. a. Leihgeber für die vielbeachteten Ausstellungen wie „Abschied von Ikarus“ (Neues Museum Weimar, 2012/13), „Geschlossene Gesellschaft – Künstlerische Fotografie in der DDR 1945-1989“ (2012/13 in der Berlinischen Galerie), für die beiden Retrospektiven von Klaus Hähner-Springmühl (im Künstlerhaus Bethanien, 2012/13 und im Museum der Bildenden Künste, Leipzig, 2018/19) sowie Leihgeber von Werkgruppen von Klaus Hähner-Springmühl und Carlfriedrich Claus für die Ausstellung „Neoexpressionismus in Deutschland“ (2014, China Art Museum Shanghai).
In der Ausstellung „Hinter der Maske. Künstler in der DDR“ (2017/18, Museum Barberini in Potsdam) war Barthel mit Leihgaben der Künstlergruppe Clara Mosch, Hermann Glöckner, Klaus Hähner-Springmühl und Michael Morgner vertreten.
Weiterhin finden in den Räumen Ausstellungen und öffentliche Gespräche statt, so seit 2018 in Zusammenarbeit mit der Kulturstiftung Haus Europa und moderiert von Steffen Damm die Ausstellungs- und Gesprächsreihe „zeit.PUNKT“, u. a. mit Else Gabriel und Durs Grünbein, Alfred Weidinger und Thomas Florschuetz, Susanne Elgeti und Sabine Herrmann, Dr. Wulf Herzogenrath zum Thema Bauhaus, Annelie Harnisch und Bert Papenfuß über Hans-Joachim Schulze, Sarah Alberti und Via Lewandowsky, Sonia Voss und Kurt Buchwald. Am 8. und 9. November 2019 fand anlässlich von 30 Jahren Mauerfall, 30 Jahre Galerie Barthel+Tetzner und 40 Jahre Galeristentätigkeit von Gunar Barthel ein zweitägiges Fest mit Künstlern, Freunden, Sammlern und Mitgliedern der KULTURSTIFTUNG HAUS EUROPA statt. Gabriele Muschter, Gunar Barthel und Steffen Damm führten ein Podiumsgespräch zur Rolle von Galerien in der DDR. Conny Bauer improvisierte auf der Trombone, anschließend gab es eine Jam-Session mit Tobias Tetzner.